# 太臓もて王サーガ
『太臓もて王サーガ』（たいぞうもてキングサーガ）は、大亜門による日本の漫画。『週刊少年ジャンプ』（集英社）において、2005年34号から2007年24号まで連載された。単行本は全8巻。2015年3月には電子書籍でも発売された。

## 概要
女の子にもてるために実界にやってきた間界の王子・太臓を中心としたギャグ漫画。
下ネタとパロディネタが多く、特に作者が大ファンである『ジョジョの奇妙な冒険』に関するネタのパロディが多用された。さらに、ギャグ漫画では良くある「話のラストで起きた大騒動が次回冒頭では何事もなかったかのようにリセットされる」手法を使わず、ほとんどのネタをその話の中で解決。収拾できなかったネタが次回で伏線となるストーリー漫画的な作劇がされているのも特徴。
作者の前作『無敵鉄姫スピンちゃん』と世界観・時系列を共有しており、同作品の1年後が今作の舞台となっている。作中の時間概念は毎年キャラクターが年をとりリアルタイムで進行し、この設定が後々最終回にも影響する。初期レギュラーキャラクター数名は、2004年の週刊少年ジャンプ44号に2本立て読み切りの形で掲載された『伝説のヒロイヤルシティー』のキャラクターを原型としており、その作品がパイロット版だったことになる。当初は特撮戦隊物になる予定だったが、連載には向かないと判断され、学園コメディーとなった。
連載後期はラブコメ要素が高くなっていて、それにより人気の強弱が激しく、ギャグシフトの場合は雑誌の後方に掲載されたり、ラブコメシフトの場合は前方に掲載されていた。しかし終盤からは、ラブコメ要素が高くても、後ろのページが多くなり、最終的にはよくある打ち切り漫画と同様に太臓が3年生になった直後という中途半端な時期に終了となった（最終回の『ジャンプ』巻末コメントにて、作者自らが「途中退場」と書いている）。

## ストーリー
現実と幻想の狭間にある世界、『間界』（魔界、ではない）から王子である百手太臓が私立ドキドキ学園高等学校（通称：ドキ高）にやって来た。彼の目的は国民全員が嫁の『ハーレムランド』を作ることであるが、外見にも性格にも問題のある彼に彼女が出来る筈もない。だが、めげない太臓は側近の悠や不良の宏海を巻き込んで今日も嫁探しを続ける。

## 太臓が召喚した人や動物など
ボールスライム
丸くてぷにぷにした愛らしい姿の使い魔。間界でマスコットとして流行っていた。「にゅー」という。
太臓は、すでにブームは過ぎ去ったのにも気付かず、これを飼っていればもてると思って沢山捕まえたと言う。クラス外なので、テンションに関係なく出てきてしまう。5体おり、それぞれ「にゅ〜ぼ〜（『地獄先生ぬ〜べ〜』の主人公、ぬ〜べ〜のパロディ）」、「ちぶさん（『あぶさん』のパロディ）」、「好白白（『ドラゴンボール』のキャラクター、桃白白のパロディ）」、「チチ（『ドラゴンボール』のキャラクター、チチのパロディ）」、「にゅうりん」という名前。全て女性の乳に関連づけた名前。
"渇望の吸血鬼（ヴァンパイア）"ドライマン
元ネタは『ドラえもん』だが、見た目は似ても似つかない程リアル。太臓が召喚する者の中でも上位のクラス（階級）に位置する。
相手に願い事を言わせ、それに因んだ技で殺害、血を吸う。更衣室荒らしに対しては、「首だけコプター」なる技を用いた（覆面が飛んだだけで、死亡には至っていない）。血を吸わずともポカリスエットを与えられることにより渇きを満たすことができる。序盤に出てきただけであったが、連載1周年記念（?）で再び召喚されてエロガード・エロリップを迎え撃ち、今度は「モモシリボックス」という技を使っていた。
いばり屋さん
当初「リヴァイアサン」を召喚しようとしたが、太臓のテンションが低かったため間違って出てきてしまった怪しげな中年男性。
語尾に「〜ちょる」をつけて話す。勢いであいすに迫り、鼻と口を凍らされてしまう。
"海王"リヴァイアサン
「とぐろを巻いたもの」という意味を持つ、大便の形状を模した謎の生物。
太臓が召喚する者の中でも最上位のクラス（階級）に位置するが、浜辺に大量発生した毒くらげを処理させるためと、真白木の○○（原因は太臓）をもみ消すためだけに召喚。とぐろの内部に頭があり、口から炎を吐くこともできるようである。そのため海を煮立たせる力を持っているが、普段は気のいいおばちゃん。「うんこ」と呼ばれると怒る。
"ウサ耳忍者"アスナロD
女湯を覗くため、召喚された忍者。
侵入、潜入のプロらしいが、ショッキングピンクのウサ耳頭巾に真っ白の全身タイツを着用しているので、お世辞にも忍んでいるとは言いがたい。
頭巾から覗いているのは目ではなく鼻の穴で、本人いわく、「闇夜での任務に備えて、視覚を絶っているとのコト」。顔と身体のバランスが取れていないとよく言われるらしいが、実際に取れていないのは顔全体に対する鼻の穴の比率。その格好とは裏腹に、語り口がとても丁寧で紳士的。
元ネタはアニメにもなったサンリオキャラクター『マイメロディ』。
猫ドラ（イマン）君
ドライマンの弟で、太臓自身も召喚契約をしたかどうか覚えていない。実際は悠が太臓が温子の前で暴走するのを止めるために見せた幻覚だった。
『ジョジョの奇妙な冒険』第3部に登場する「ネコドラくん（これも元々は『ドラえもん』のパロディ）」が元ネタとなっている。
"5時から怪獣"ゴジヲ
裸の学園長が迫って来る夢を見た太臓が誤って召喚してしまった怪獣。
日中は巨人族のサラリーマンだが、5時になって会社が終わると夜の街で暴れまわる怪獣と化す。結局彼を取り押さえたのは新任の美術教師・谷円だった。5時前に召喚すると、ただの巨大なオッサンが現れる。
元ネタは怪獣王『ゴジラ』。
"ハバネロ錬金術師"エロガード・エロリップ / 色裂 色番 （いろさき しきつぐ）
間違い召喚で出てきてしまった錬金術師。下ネタを極端に嫌い、口にする者を制裁する。しかし一方で彼自身が思いつく下ネタはやたらとマニアックであったりする。
まわる（スピン）に取り付いていたが、迷惑だと言われ成仏。その後、エロ撲滅のために長期滞在用のヘキサグラムゲートを通じて、太臓たちの学校に新任化学教師「色裂色番」として赴任してきた。教師として太臓の行為を取り締まるが、物言いも視点も変態そのものであるため、彼自身の方が超ド変態扱いを受けている。そのあまりの変態さから宏海に「変態妄想もそこまで来ると尊敬に値する」とまで言われた。
普段は面長男の姿をしているが、興奮すると元の唐辛子顔に戻る。逢魔市内のアパートに住む。戦闘能力は意外にも高く、1度目は太臓を倒し、2度目は太臓を泣かし、3度目は召喚されたドライマンに説教するも技をかけられた。戦闘方法としては「○○を××に変える力」を使う（「いらない物を木に変える力」や「ケーキを脂肪に変える力」など）。
名前の由来は東ハトの激辛スナック菓子「暴君ハバネロ」と『鋼の錬金術師』の登場人物、エドワード・エルリックから。また、胴体はアルフォンス・エルリックである。
"ひょっとこ"公太郎
力を抑えられずあらゆるものを氷漬けにしてしまったあいすの冷気を中和するため、太臓が召喚した小さな炎使い。
あいすの冷気を中和しようとするが逆に冷気にやられて鬱状態になってしまう。悠がひまわりの種を与えた事により復活。仲間を呼び出す。しかし火を吹けるのは彼だけだったので自滅した。
元ネタは『とっとこハム太郎』であり、「〜なのだ」という語尾や、ひまわりの種を連想させる「火回りの盾」と言う技を使う。
"NOTパンツ"ズボンちゃん
公太郎が携帯電話で呼び出したピクシー仲間。公太郎の言うことなら何でも聞く。ハム太郎のお友達「リボンちゃん」が元ネタ。
"ビッグマウス"孔子くん
公太郎と同じピクシー仲間。公太郎いわく「トロくて使えないけど、従順なんで一緒に居てやってる」仲間の一人。ハム太郎の仲間「こうしくん」が元ネタ。「こうし」と「孔子」をかけている。
シタイヨーくん
公太郎と同じピクシー仲間。女性に対してナイーブらしく、そのためにズボンちゃんを公太郎に取られている。ハム太郎の仲間「タイショーくん」が元ネタ。
"インテリ全裸"まっぱくん
公太郎と同じピクシー仲間。名前の通り全裸。激しさが足りない。ハム太郎の仲間「のっぽくん」が元ネタ。
"おてんばマウス"マラハムちゃん
公太郎と同じピクシー仲間。公太郎とドロドロの関係（?）である。ハム太郎の仲間「トラハムちゃん」が元ネタ。
矢射子×宏海
階段から落ちた宏海と矢射子が一緒にアスタリスクゲートを通りフュージョン（融合）してしまった姿。
感覚は共有しているが、意識は別々で交互に喋る。融合比率が変化すると顔が完全に矢射子で体が宏海になったり、逆になったりする。太臓いわく「よけいなオプション」がついている。時間経過で元に戻る。
太臓×木嶋
太臓と木嶋が一緒に太臓の分身のアスタリスクゲートを通ってフュージョンした姿。
基本的な性質は矢射子×宏海の場合と同じ。もて力は、木嶋の持つ「正の」もて力と太臓のもつ「負の」もて力が相殺しあってプラスマイナスゼロになっている。ゲテモノ好きの紋いわく「モデルみたい」。
"始末者の両さん"両津勘吉（りょうつかんきち）
『こちら葛飾区亀有公園前派出所』の連載30周年記念企画で登場した間界の警察官だが、その後は普通に召喚対象になっている模様。姿形はほとんどゴリラ。元ネタとなった両津勘吉（通称は「始末書の両さん」）同様、大原大次郎部長には弱い。
"奇跡の天才外科医"ブラ孔雀
間界の医師。
医師免許を持っていないため警察に睨まれているらしいが、宏海いわく「それ以前の問題」。というのも服装はジャケット1枚にショートパンツとブラジャーを着けているだけの、市街地（人前）に出るだけで捕まりそうな格好をしているからである。
おかまのような顔をしており、いい男がいると求愛行動をするらしく、その時孔雀の頭と羽が下半身から展開する。頭に扇のようなものを付けている。太臓3年進級時にドキドキ学園の校医となった。元ネタは手塚治虫の漫画『ブラック・ジャック』の主人公であるブラック・ジャック。
"激ゲロ"吐き太郎
楽しい気分を一気に白けさせる戻し屋。
一度に4万リットルのゲロを吐く。花見に来た太臓たちの前で危うく戻しそうになるが、宏海のカタークゼクターで難を逃れる。
※ゲロ4万リットル＝バキュームカー25台分、ペットボトルで2万本、ご飯茶碗で大盛り約13,000杯に相当。元ネタは『ゲゲゲの鬼太郎』。
"黒ネズミ"ミッキィ
間界の有名獣人スター。87章最終コマで太臓が名前を呼んで召喚しようとしたが、宏海から「それは絶対呼ぶなァァー!!!」と止められた。元ネタキャラクターであるミッキーマウスの著作権管理が厳しいことをネタにしたもの。

## 太臓及びその他の人物の用いる技・道具
ドロロン煙幕
太臓が用いた、尻の穴から可燃性の煙幕を出して姿をくらます技。忍者が姿を消す際使うのもこの技…と書いてあるが、信憑性は0。名前の元ネタは永井豪作『ドロロンえん魔くん』。
パロ・スペシャル
太臓が用いた禁断の秘儀。様々なジャンプ漫画のパロディ技を連続で相手に叩き込む荒業。名前の元ネタはゆでたまごの『キン肉マン』のウォーズマンの技から。以下は個々の技の詳細。
屁で螺旋丸（へでらせんがん）
『NARUTO』の主人公・うずまきナルトの技「螺旋丸」のパロディ。この場合はもの凄いにぎりっ屁。
ゴムゴムの油揚げ（ゴムゴムのおいなり）
『ONE PIECE』の主人公ルフィが用いる技+『シャーマンキング』の狸の霊ポンチのパロディ。おいなりさんを広げて敵の攻撃をガードするのが目的だが、結果的に急所にダメージを受けてしまう。
目（め）
相手の身長・体重・パンツの色などの個人情報を読み取ることが出来る能力。『DEATH NOTE』の「死神の目」が目のデザインであるが効果は『地上最速青春卓球少年ぷーやん』主人公ぷーやんの特殊能力ゲマトリアのパロディ。
トゥーン化
『遊☆戯☆王』の登場人物ペガサスが用いる魔法カード「トゥーンワールド」のパロディ。敵の攻撃を一切無効化する（宏海いわく反則技）。
臭い棒（にょいぼう）
『ドラゴンボール』の孫悟空が用いる武器「如意棒」のパロディ。

間界の風（まかいのかぜ）
校内のどこかに潜む変態美術教師・出羽をいぶり出すため、太臓が後先を考えずに密室で召喚した異臭風。
静かなる夜のショー（サイレントナイトショー）
太臓が尻の穴から発生させる異臭ガスにより周囲の人々を気絶させる技。凄まじい臭いのすかしっ屁。元ネタは車田正美の漫画『SILENT KNIGHT翔』から。
ブースカブースター
尻の間から高圧ガスを噴出させ、加速する技。元ネタは特撮テレビドラマの『ブースカ! ブースカ!!』から。
ハーロウィーン
太臓がハロウィンにちなんで放った超大技。技を放つ際に矢射子の胸を見て太臓のテンションが上がっていたために校庭を灰塵と化した。元ネタは萩原一至作の『BASTARD!!』のダーク・シュナイダーの呪文。
グンキイラ アクイラ
翠の全裸変身を見て一気にハイパーテンションになった太臓が放った魔法の呪文。どこからともなく巨大照明を倒れかからせる。自分も当たれば痛い。逆さ読みすると「LIKE A LIKING（好み（許斐）のように）」。
股間摩擦砲（こかんまさつほう）
太臓の股間から「アレ」を伸ばして攻撃する技。ジャイロ回転しているらしい。元ネタは『ドラゴンボール』のピッコロの必殺技「魔貫光殺砲」のパロディ。
千の目（サウザンアイズ）
悠が用いる、目を使った技の総称。千対の目それぞれで異なる能力を使えるとのことだが、悠が実際に全ての能力を使えるかは不明。また、太臓のテンションがどの程度かを見ることができる第三の目（正式名称不明）がこれに含まれるかは明らかにされていない。以下は個々の能力の詳細。
貰い眼（もらいがん）
胸元にある目で、他人の動きをコピーできる。
眼夢（がんむ）
額にある目を合わせた相手に1分間だけ幻覚を見せる。
眼×操奴（がんそうど）
掌の目から発する催眠波動で相手を操る。精神支配に記憶操作と、非常に便利。宏海をして「コイツ実は最強なんじゃねーか」と思わしめる所以。
眼通（がんつ）
後頭部の目で透視することができる。
目盾21（アイシールド21）
手の甲にある目で出現させたバリヤーによって、相手の攻撃を弾き返すことができる。ネーミングの元ネタは同誌で連載された『アイシールド21』から。
眼奴隷（ガンスレイヴ）
大多数の動く眼球を用いて、精巧な分身を作り上げることができる。悠自身の記憶にないことは分身も知らない、というのが欠点と言えば欠点。

アイス・メイデン
氷でできた、拷問具の「アイアンメイデン」に相手を閉じ込める技。あいすが使用。作者は実在の拷問具から取ったと単行本でコメントしている。
女神白雪（ヴィーナスしらゆき）
あいすが生成した氷の刀。円にかかった全ての天地を氷結領域とする。第41章で益子の顔を斬り刻んだのもこれ。
元ネタは『BLEACH』の朽木ルキアが持つ斬魄刀「袖白雪」と『ビックリマン』の「ヴィーナス白雪」から。
武装セイバー
矢射子の扱う討魔師武具。真剣。『仮面ライダー響鬼』のパロディだが、見た目が『仮面ライダーカブト』に登場する仮面ライダーサソードの変身道具サソードゼクターに似ている上、キャストオフを行うなど、『仮面ライダーカブト』のパロディもある。
扱う者の精神力に比例して高等生物を鎧にできる（なお、精神的ショックを受けたまま「装甲」すると暴走状態となる）が、大抵の場合最も手近で、しかも場所柄に対応したとんでもない生物（例：ゴキブリ、毛虫など）ばかりが纏わり付くため、目の前の敵と生理的不快感との二重の闘いを強いられることになる。
翠の魔法
魔女である翠は、使う魔法も多種多彩だが、天性のトラブルメーカーである彼女の性格と相俟って、大抵ロクな事態にならない（元よりロクな効果のものは少ないが）。以下は詠唱された呪文の数々と、発現した効果の詳細。2つほどの例外を除き、ステッキなしでは使用不可能という制約がある。
マタイクマタイタ ジャンガリアン
ジャンガリアンハムスターを大量に召喚、足下から這い上がらせる。実界到着早々、背後で屁をこいた真白木にムカついて使用。
元ネタは『魔法使いサリー』の魔法の呪文。
いやらしの風
風を発生させ、スカートをなびかせる。
うぅ〜ん♥プラズマパワーメーイクアーップ!!
魔法少女チャーマーグリーンに変身する…と言うよりは、本来の姿に戻る。全裸になる必要性は、特にない。
元ネタは『美少女戦士セーラームーン』で、月野うさぎが変身する時のかけ声。
ビュワッ!
両手人差し指と中指とでまぶたを拡げ、他者の心理状態を覗き見る事が出来る。血走った両眼を剥き出しにするので、傍から見ると大層気味が悪い。
元ネタは、かけ声がウルトラセブンでポーズはシュガシュガルーン。
アンノドロドーラ
顔が溶け崩れるかのような勢いで厚化粧を落とす。
元ネタは劇場アニメ『風の谷のナウシカ』にて巨神兵登場シーンの作画を担当した庵野秀明。
フゥ・ジーコチャーン
命中した相手をルパン脱ぎで全裸にする。由来は名前の通りルパンの台詞から。
ネガコロトカース
フンコロガシを大量召喚。武装セイバー封じの対策にと唱えた。
逆さ読みすると「スカトロコガネ」。
ネームヤラナキャー
眠りの呪文。「ネームやらなきゃ」の意。
マラレロマラレロ ○○になあれ
変身（メタモルフォーゼ）の呪文。ステッキを使えば翠本人以外をも変身させることが可能。
1日1回なら変身したい人そっくりに変身できるが、2回目からはその分精度は落ちる。
元ネタは呪文が『姫ちゃんのリボン』で、ポーズは東方仗助。
ルクーサ ムマセンサリク
命中した相手の分身が、肛門から次々とひり出される。
元ネタは、『テニスの王子様』の分身ダブルスの使い手・菊丸英二の苗字を英訳＋逆読みしたもの。
降り注ぎなさいったら降り注ぎなさ――――い!!
隕石の雨が天空より降り注ぐ。喫茶店内を地獄絵図に変えた太臓の分身たちを、一気に殲滅するために唱えた。
元ネタはTVアニメ版『コメットさん』に登場するライバルキャラクター・メテオさんの口癖。
プーワプワプー
命中した相手の脂肪分が、間近にいる者に転移する。
元ネタは『おジャ魔女どれみ』シリーズ、藤原はづきの魔法の呪文。
プールルンプルン カ―――メ―――ハ―――メハ――――!!
複数名ならんで特大気功波を撃つ…ように見せかけて、実際放っているのは翠だけな攻撃呪文。
元ネタは『おジャ魔女どれみ』シリーズ、瀬川おんぷの魔法の呪文と『ドラゴンボール』に登場する技「かめはめ波」。
チーピーゴンマ
女体化の呪文。読切作品『魔法少女しげはる』にも同名の呪文が存在。女性に対して使用すれば、部分がより強調される模様。
女性器の俗称を少しもじったものと乳房の俗称、ピーチの逆読み。
チイラナーナバ
男体化呪文。男に命中すれば男臭くなる。バナナ（サオ）＋ライチ（その先）の逆読み。
スリーフ リーズ
命中した相手の、限定された一部分を『重く』する。
元ネタは『ジョジョの奇妙な冒険』第4部で広瀬康一のスタンド・「エコーズ ACT3」が使った「ACT3 FREEZE」。

鉄菱（てつびし）
矢射子×宏海（頭部だけ矢射子で首から下が宏海）が、うっかり“あること”を口走りかけた木嶋に見舞った変形の中高一本拳。急所への致命打こそ免れたものの、この一撃ですっとばされた木嶋クンは鼻骨骨折の大怪我を負ったという。
ゴンブトゼクター
間界アイテム。 悠が宏海に使わせた加速装置。本体は蝶の羽が生えたオッサンの姿で、装着者の後ろ（腰部分）から両腕を腰に巻きつかせ、右腕が反り上がり終わると共に『OH!YES!!』と言って装着完了する。クロックアップが可能で、使用すると超加速により空気摩擦で服が燃えてしまう（効果が切れると『クロックオーバー』）。英語で喋る。元ネタは『仮面ライダーカブト』の変身道具カブトゼクター。
焱術（パイロキネシス）
杉音が政略結婚をさせられる事を言い出せずにいた時、無意識に用いた技。もじもじした動きを繰り返すことで摩擦熱が生じ、服に火が点く。
真空の渦（しんくうのうず）
杉音が無意識に用いた技。太臓が自分の妻にならないかと持ちかけたのを謙遜し、両手を左右に振った際にその動きがあまりに高速だったため真空の渦ができ、太臓はおろか宏海をも切り裂いた。元ネタは『冒険王ビィト』でグリニデが用いた技、「怒号烈波」から。
アクア・ラグナ
卒業式で号泣した際に杉音が流したとてつもない量の涙。元ネタは『ONE PIECE』に出てきた超弩級の高潮のアクア・ラグナ。
神砂嵐（かみずなあらし）
例によって杉音が両手を左右に振った際に発生した超必殺技。杉音の能力が上がっていたために校舎の壁とリボンをズタズタにしてしまった。元ネタは『ジョジョの奇妙な冒険』第2部に登場したワムウの必殺技。
視界0竜巻（しかいラブハリケーン）
第38話初登場。『アイシールド21』の「デビルバットゴースト」の如く相手をすれ違い様に抜いて、それと同時にスピンを召喚して、相手の周囲をクルクル回りながら攻撃（?）させる。命名は悠。
カタークゼクター
宏海が討魔師から借りた加速装置。本体は蜻蛉の羽が生えた黒パンツ一丁男の姿で、装着者の胸元に逆さに張り付き、開いた足を閉じて『LooK at me!』と言って装着完了する。ゴンブトゼクターと同じくクロックアップが可能で、クロックオーバー後に服が燃えてしまうのも同様。着衣が何もない状態で加速すれば、火傷を負うことになる。
元ネタは『仮面ライダーカブト』に登場する仮面ライダーガタックの変身道具ガタックゼクター。
デビルバットゴースト
翠が太臓の前で使った技。元ネタは『アイシールド21』の「デビルバットゴースト」から。
UREY（ウリィ）
魔法使い用のゲーム機。元ネタは任天堂の「Wii」と『ジョジョの奇妙な冒険』のDIOの叫び声「WRYYYYY!!」（Part1連載初期は「UREYYYYY!!」と叫んでいた）で、形状はその『ジョジョ』に登場する「石仮面」（Part2・エイジャの赤石ハメ込み仕様）。
腸気持ちE
間界の胃腸薬。飲むとお腹がスッキリする…らしいのだが、ケースのデザインが男が鼻糞を飛ばしているようにしか見えないデザインで、しかも健康な者が服用するとさらにお腹がスッキリしすぎて大変なことに。元ネタは北島康介の流行語「チョー気持ちいい」より。
実界時計
間界で実界の時間を示す時計。太臓が実界に来た一昨年の夏頃（連載開始頃）から時間のズレを感じるようになった。

## 病気
フズアケ杉花粉症
間界植物「フズアケ杉」の花粉によって引き起こされる。一次症状こそ通常の花粉症と大差ないが、二次症状へと進行するとクシャミと共に予測困難なハプニング（室内に仕掛けたトラップが誤作動、衣服が弾け飛ぶ、化粧が崩壊する、など）が発生する。原因植物の名称は「ふざけ過ぎ」に由来する。
天敵病
間界に行った実界人に稀に発症する病気。発症時に目の前に居た者の天敵の姿になるというもの。
インフレ弁座
太臓が発症した病気。アスタリスクゲートが制御不能になり、無差別に召喚してしまう。インフレ弁座用の薬は唇を媒介しなければ効果がない。召喚契約を結んでいる者に薬を塗らせようとすると肛門に触れられずに元の世界に戻っていってしまう。名前の元ネタはインフルエンザ。

## サブタイトルのパロディ
1. ハロー来訪者 （荒木飛呂彦『バオー来訪者』）
2. 屋上物語 （ゲームタイトル『牧場物語』）
3. That'sハイパーテンション （「はいぱーぽりす」OPタイトル『That's はいぱーてんしょん!!』）
4. 燃える!お姉さん （佐藤正『燃える!お兄さん』）
5. 渚の『…………』 （「ハイスクール!奇面組」OPタイトル（うしろゆびさされ組の楽曲）『渚の「…」（かぎかっこ）』）
6. 天使なんかじゃない! （矢沢あい『天使なんかじゃない』）
7. 学園7不思議 （つのだじろう『学園七不思議』）
8. よろしくメカドッグ （次原隆二『よろしくメカドック』）
9. ULTRA MANIAC （吉住渉『ウルトラマニアック』）
10. 夢ノ狩人 （「魔境伝説アクロバンチ」OPタイトル『夢の狩人』）
11. GOLDEN BOYS前編 （江川達也『GOLDEN BOY』）
12. GOLDEN BOYS後編 （江川達也『GOLDEN BOY』）
13. 恋はおまかせ! （一条ゆかり『恋はおまかせ』 or 実業之日本社『恋はおまかせ特集号』『恋はおまかせスペシャル』）
14. バトルアスリーツ大運動会 （アニメタイトル『バトルアスリーテス大運動会』）
15. 先生のお時間 （ももせたまみ『せんせいのお時間』）
16. 夢色chaser （「機甲戦記ドラグナー」OPタイトル（鮎川麻弥の楽曲）『夢色チェイサー』）
17. 最終兵器カノジョ （高橋しん『最終兵器彼女』）
18. デートなUSO （ゲームタイトル『デイトナUSA』）
19. 教えて!せんせいさん （「瓶詰妖精」OPタイトル『教えてせんせいさん』）
20. ミラクルボディにご用心! （「VS騎士ラムネ&40FRESH」OPタイトル『ミラクルボディにご用心』）
21. *SANTA!*（蔵人健吾『★SANTA!★』）
22. パワータフガールズ （アニメタイトル『パワーパフガールズ』）
23. 故郷からマ王! （喬林知『まるマシリーズ』）
24. BOY MEETS GIRL<DA!DA!DA!（だいあもん だいあもん だいあもん）REMIX> （「だぁ!だぁ!だぁ!」EDタイトルtrf『BOY MEETS GIRL DA!DA!DA!Remix』）
25. 御近所物語 （矢沢あい『ご近所物語』）
26. 悠と （ほったゆみ・河野慶『ユート』）
27. トラブるチョコレート （アニメタイトル『トラブルチョコレート』）
28. スキダミマイタイ （「MEZZO -メゾ-」OPタイトル BARNABYS『スキマミマイタイ』）
29. まんがちゃんぽん昔ばなし （アニメタイトル『まんが日本昔ばなし』）
30. 秘めちゃうのリボン （水沢めぐみ『姫ちゃんのリボン』）
31. トラップ一過物語 （アニメタイトル『トラップ一家物語』）
32. カルマの樹 （アニメタイトル『パルムの樹』）
33. レディ領事ィ （アニメタイトル『レディジョージィ』）
34. 過度ガード （アニメタイトル『GAD GUARD』）
35. 天才は最後にやってくる!! （「エルフを狩るモノたち」EDタイトル『天才は最後にやってくる』）
36. send ビューナス女学院 （アニメタイトル『聖ルミナス女学院』）
37. みんなで誕生日 （「まんが日本昔ばなし」EDタイトル『みんなでたんじょうび』）
38. 奥様は魔法少女? （アニメタイトル『奥さまは魔法少女』）
39. Booby MAGIC （「金田一少年の事件簿」EDタイトル『Boo Bee MAGIC』）
40. ダブル・ハート （今野直樹・市原剛『ダブル・ハード』）
41. スクール乱舞る （小林尽『スクールランブル』）
42. うわさのキッサ （「キテレツ大百科」EDタイトル(TOKIOの楽曲)『うわさのキッス』）
43. ヨシモト ガネッ子物語 （アニメタイトル『ヨシモトムチッ子物語』）
44. 奇行選挙動乱 （アニメタイトル『奇鋼仙女ロウラン』）
45. 欲情生徒会 （アニメタイトル『極上生徒会』）
46. 願いが叶うように （「イッパツ危機娘」OPタイトル『願いがかなうように』）
47. 負けないで!片想い （「SAMURAI GIRL リアルバウトハイスクール」EDタイトル『負けないで…片想い』）
48. トランスフォーマー・ザ・ヘッドミスターズ （アニメタイトル『トランスフォーマー ザ☆ヘッドマスターズ 』）
49. 祭バカ日誌 （やまさき十三・北見けんいち『釣りバカ日誌』）
50. 怒りと水とタフネス （アニメタイトル『光と水のダフネ』）
51. 怪奇大作戦! （ドラマタイトル『怪奇大作戦』））
52. 時にはむかしの話を （「紅の豚」EDタイトル（加藤登紀子の楽曲）『時には昔の話を』）
53. Blue Water （「ふしぎの海のナディア」OPタイトル（森川美穂の楽曲）『ブルーウォーター』）
54. 赤毛のアニ （アニメタイトル『赤毛のアン』）
55. ガラリーフェイク （細野不二彦『ギャラリーフェイク』）
56. Oh!Family （アニメタイトル『Oh!ファミリー』）
57. ストーミー・ラブ （「FIRESTORM」OPタイトル『STORMY LOVE』）
58. 脂肪よそれは （「円卓の騎士物語 燃えろアーサー」OPタイトル『希望よそれは』）
59. ラブ・ラブ・ニンキーモノ （「魔法のプリンセス ミンキーモモ」OPタイトル『ラブ・ラブ・ミンキーモモ』）
60. アタック剣 （ドラマタイトル『アタック拳』）
61. HUSTLE MUSHROOM （「キン肉マンII世」OPタイトル『HUSTLE MUSCLE』）
62. オバケがいくぞー （「ゲゲゲの鬼太郎（第3シリーズ）」EDタイトル『おばけがイクゾ〜』）
63. バスだーぞ!! -反則の間界人- （萩原一至『BASTARD!! -暗黒の破壊神-』）
64. 異端者討魔師 （絵本「機関車トーマス」）
65. ガンバレ男の子! （「コボちゃん」OPタイトル『ガンバレ男の子』）
66. REVENGER （アニメタイトル『AVENGER』）
67. シスタープリンセス （ゲームタイトル『シスター・プリンセス』）
68. Sexy Sexy!? （「学校の怪談」EDタイトル『Sexy Sexy,』）
69. 全員と聖夜（ゼイントセイヤ） （車田正美『聖闘士星矢』）
70. 歌を歌おう （「クレヨンしんちゃん」EDタイトル（大事MANブラザーズバンドの楽曲）『うたをうたおう』）
71. 不思議遊戯 （渡瀬悠宇『ふしぎ遊戯』）
72. ホーム・センターあらし （すがやみつる『ゲームセンターあらし』）
73. （＊）〜アスタリスクゲート〜 （「BLEACH」OPタイトル（ORANGE RANGEの楽曲）『＊〜アスタリスク〜』）
74. ボディだけレディ （「キテレツ大百科」OPタイトル『ボディーだけレディー』）
75. チョコっとDisaster （雑破業・竹内桜『ちょこッとSister』）
76. 1/3の純情な番長 （「るろうに剣心 -明治剣客浪漫譚-」EDタイトル（SIAM SHADEの楽曲）『1/3の純情な感情』）
77. White and wonderful world （「三丁目の夕日」EDタイトル『WHAT A WONDERFUL WORLD』）
78. ラブ・デスティニー （「シスター♥プリンセス」OPタイトル『Love Destiny』）
79. 遭難逆走族 （吉田聡『湘南爆走族』）
80. GS（ジーカップストラグラー）矢射子 告白大作戦!! （椎名高志『GS美神 極楽大作戦!!』）
81. いとしさと切なさと心強さと （「ストリートファイターII MOVIE」主題歌（篠原涼子の楽曲）『恋しさと せつなさと 心強さと』）
82. ハイスクール!奇縁組 （新沢基栄『ハイスクール!奇面組』）
83. 犬猿同士バストシルモン （アニメタイトル『幻影闘士バストフレモン』）
84. カレシカノジョの事情 （津田雅美『彼氏彼女の事情』）
85. 誘い☆野望ジョジョクラブ （アニメタイトル『砂沙美☆魔法少女クラブ』）
86. ときめきメモリーある （ゲームタイトル『ときめきメモリアル』）
87. さよならは言わない （劇場版「幽☆遊☆白書 冥界死闘篇 炎の絆」EDタイトル『sayonaraは言わない』）

おまけマンガ
1. 変人同士アエル （柴田亜美『変身王子ケエル』）

## コミックスのパロディ
コミックスのキャラクター紹介や次巻予告（奇数巻カバー下のタイトルロゴ）もパロディとなっている。
- 3巻 キャラクター紹介：ロマンシング サ・ガ3 次巻予告：ジョジョの奇妙な冒険
  - カバー下タイトルロゴ：次巻予告に同じ
- 4巻 キャラクター紹介：ときめきメモリアル3 〜約束のあの場所で〜 次巻予告：DEATH NOTE
- 5巻 キャラクター紹介：ストリートファイターII' TURBO 次巻予告：アイシールド21
  - カバー下タイトルロゴ：マリア様がみてる
- 6巻 キャラクター紹介：大魔界村 次巻予告：テニスの王子様
- 7巻 キャラクター紹介：仮面ライダー電王 次巻予告：ジョジョの奇妙な冒険 ファントムブラッド
  - カバー下タイトルロゴ：嬢王
- 8巻 キャラクター紹介：スーパーロボット大戦W

## 太臓もて王サーガ外伝
過去のエピソードを別の角度から描いた話が中心のショート漫画。『赤マルジャンプ』に掲載された。
第1弾 〜変人偏屈列伝〜 2006SUMMERに掲載
担任の有藤、部位家、大木杉音などサブキャラのエピソードが登場。また太臓のエピソードに、特別に荒木飛呂彦が描いた太臓（の偽物）が登場した。そのためか、副題の「変人偏屈列伝」は荒木の同名の短編集からとっている。
第2弾 〜中坊ですよ!〜 2007WINTERに掲載
阿久津兄妹、あいす、木嶋&吉下、乾、そして大亜門本人の実話を交えた其々のキャラの中学生時代のエピソードが登場。あいすのエピソードにはジャイアン、スネ夫、しずかにそっくりなキャラクターが登場。タイトルは料理番組『チューボーですよ!』から。
第3弾 〜伝説のヒロイヤルチーム〜 2007SPRINGに掲載
過去にパイロット版として掲載されていた「伝説のヒロイヤルシティー」の復刻版。キャラのカラーは宏海＝赤（デビルレッド）、悠＝黒（ストマックブラック）、あいす＝青（アイスブルー）、矢射子＝黄（ピーチイエロー）、太臓＝ピンク（エロピンク）。またエロガード・エロリップが司令官として登場している。サブタイトルの小ネタも「スーパー変態シリーズ・ドキドキ戦隊モテンジャー」と、スーパー戦隊シリーズを意識した作りになっている。

## 関連商品
太臓もて王サーガ Tシャツ
大亜門描き下ろしの、真白木イラストの入ったTシャツ。限定100枚のみで生産された。
太臓もて王サーガ マグカップ
ジャンプフェスタ2007で販売されたレギュラーキャラのイラスト入りのマグカップ。
太臓もて王サーガ クリアファイル
ジャンプフェスタ2007で販売されたジャンプコミックス風のクリアファイル。『ジョジョの奇妙な冒険』41巻のパロディーイラスト。裏帯に「ゴメンな〜さい」とメッセージが書かれている。
太臓もて王サーガ ピンバッジ
太臓もて王サーガ LINEスタンプ
2017年2月22日配信。

## 「ジャンプ＋」での復刻連載と電子書籍化
- 2014年から2015年の年末年始にかけて、「少年ジャンプ+」が「ジャンプ大復刻祭」というネット上のイベントを開催した。このイベントにて復刻希望のリクエストが多く、読者からの思いが熱かったため、『太臓もて王サーガ』の復刻連載が決定した。[2]
- 2015年3月1日から3月31日まで「少年ジャンプ+」にて復刻連載され、「ジャンプ大復刻祭」のサイトには描き下ろしイラストと3コマの漫画も掲載された。
- 単行本は絶版していたが、復刻連載に伴い2015年3月1日から電子書籍で発売された。

## 単行本・電子書籍
- 大亜門 『太臓もて王サーガ』集英社〈ジャンプ・コミックス〉、全8巻
  1. 「ハロー来訪者」 2005年12月発売、ISBN 978-4-08-873899-4
  2. 「バトルアスリーツ大運動会」 2006年3月発売、ISBN 978-4-08-874033-1
  3. 「トラブるチョコレート」2006年6月発売、ISBN 978-4-08-874115-4
  4. 「ダブル・ハート」2006年9月発売、ISBN 978-4-08-874254-0
  5. 「欲情生徒会」2006年12月発売、ISBN 978-4-08-874295-3
  6. 「ラブ・ラブ・ニンキーモノ」2007年3月発売、ISBN 978-4-08-874330-1
  7. 「SexySexy!?」2007年6月発売、ISBN 978-4-08-874368-4
  8. 「さよならは言わない」2007年8月発売、ISBN 978-4-08-874413-1
- 大亜門『太臓もて王サーガ』集英社〈ジャンプコミックスDIGITAL〉、全8巻
  - 2015年03月01日発売